# Xanthocalanus laptevorum
Xanthocalanus laptevorum is een eenoogkreeftjessoort uit de familie van de Phaennidae. De wetenschappelijke naam van de soort is voor het eerst geldig gepubliceerd in 1998 door Markhaseva.